# Leptodactylus caatingae
Leptodactylus caatingae is een kikker uit de familie fluitkikkers (Leptodactylidae). De soort werd voor het eerst wetenschappelijk beschreven door William Ronald Heyer en Flora Acuña Juncá in 2003.
De soort komt endemisch voor in delen van Brazilië. Leptodactylus caatingae leeft in droge savannes, scrubland en in moerassen.